# Раймундас Мажуоліс
Раймундас Мажуоліс (9 березня 1972) — радянський плавець.
Призер Олімпійських Ігор 1988 року, учасник 1992, 1996 років.
Призер Чемпіонату світу з водних видів спорту 1994 року.
Призер Чемпіонату Європи з водних видів спорту 1989, 1993 років.